# 清水由美
清水 由美（しみず ゆみ、1980年4月24日 - ）は、アスクマネージメント所属のフリーアナウンサー、元名古屋テレビ放送のアナウンサー。

## 来歴・人物
埼玉県さいたま市出身。身長154cm、血液型はB型。既婚。
埼玉県立浦和第一女子高等学校を経て東京女子大学を卒業後、2003年入社、同期は高山香織アナ。大学時代は競技ダンス（ラテンダンス）部に所属、入社面接でダンスを披露した事もある。
名古屋テレビでは、朝情報番組『こですか』のメインキャスターを務めた後、『特選朝いち どですか!』のキャスターや『夫婦交換バラエティー ラブちぇん』・『WAYAYA丼』の司会を務めた。ディズニー映画『Mr.インクレディブル』の日本語吹き替えにも挑戦した。
第3回ANNアナウンサー大賞奨励賞原稿のないもの部門受賞。
2007年9月30日にて名古屋テレビを退社。同年11月に結婚し、東京に転居。2008年4月からテレビ埼玉で『ごごたま』を担当していたが体調不良のため同年5月で降板した。

## 名古屋テレビ時代の担当番組
- こですか
- 特選朝いち どですか!
- 夫婦交換バラエティー ラブちぇん
- WAYAYA丼
- バックドロップ
- ぱっぱ屋（2004年10月〜2005年3月）
- 解決ポリス ズバリ（ナレーション）
- UP!（2006年4月～2007年9月）
- アナchu!

## フリー転身後
- ごごたま（テレビ埼玉、2008年4月～5月）
- News Access （BS朝日、不定期）
- 学べる!!ニュースショー!（テレビ朝日）